# Sterictiphora sorbi
Sterictiphora sorbi är en stekelart som beskrevs av Kontuniemi 1966. Sterictiphora sorbi ingår i släktet Sterictiphora, och familjen borsthornsteklar. Enligt den finländska rödlistan är arten nära hotad i Finland. Arten har ej påträffats i Sverige. Artens livsmiljö är skogar.